# Ollie Barbieri
Ollie Barbieri (ur. 12 listopada 1991 w Bath w Anglii) – brytyjski aktor, najlepiej znany z roli JJ-a Jonesa w serialu Kumple.
Od strony ojca jest w jednej czwartej Włochem. Płynnie mówi po hiszpańsku. Uczęszcza do Ralph Allen School Sixth Form.

## Filmografia
- 2009: Kumple jako JJ Jones